# Norveški jarek
Norveški jarek ali Norveški kanal (norveško Norskerenna; dansko Norskerenden; švedsko Norska rännan) je daljša depresija na morskem dnu ob južni obali Norveške. Nahaja se med polotokom Stad na severozahodu in Oslofjordom na jugovzhodu. Jarek je širok med 50 in 95 km in globok do 700 m. Ob obali Rogalanda je globok 250–300 m, njegova najgloblja točka pa je ob Arendalu, kjer njegova globina doseže 700 m – v primerjavi s Severnim morjem s povprečno globino 100 m gre za brezno.
Oblikoval se je med zadnjimi 1,1 Ma zaradi učinkov erozije, povezanih s ponavljajočo se dejavnostjo ledeniških tokov. Jarek ni oceanski jarek, povezan s podrivanjem, kjer je ena tektonska plošča potisnjena pod drugo. Norveški jarek so ustvarili fluvialni erozijski procesi med poznim terciarjem. Pleistocenski ledeniki in ledeni pokrovi so ga še nadalje poglobili.
Med glavnimi poledenitvami je bilo Skageraško dno točka srečanja za led z jugovzhoda Norveške, juga Švedske in delov Baltika in relativno hitro premikajoči se ledeni tok, ki se je premikal južno od norveške obale ter se je nato obrnil proti severu, je na koncu dosegel globljo vodo pri približno 62° zemljepisne širine. Material, ki ga je nosil ledeni tok se je nato nalagal v pahljači Severnega morja. Glavni obalni dokaz za Ledeni tok Norveškega kanala so balvani, kot sta kremen in porfir, ki naj bi izvirali iz območij Skagerraka in Osla ter deformiran ledeniški til z obale Jærena.
Norveški tok na splošno teče v smeri severovzhoda ob Norveškem jarku. Globina jarka, skupaj z razlikami v gostoti med vodo Norveškega toka in sosednjo atlantsko vodo ustvarja tudi velike vrtince. Regija Norveškega jarka v Skagerraku je biološko produktivno območje, saj dviganje severnoatlantske vode v Skagerraku zagotavlja pritok hranilnih snovi.
Jarek je ovira za plinovode in naftovode.